# Michaił Jakuszyn
Michaił Iosifowicz Jakuszyn (ur. 15?/28 listopada 1910 w Moskwie, zm. 3 lutego 1997 tamże) – radziecki piłkarz grający na pozycji pomocnika, hokeista, trener piłkarski.

## Kariera piłkarska

### Kariera klubowa
Wychowanek moskiewskich klubów Union i STS. W 1928 rozpoczął karierę piłkarską w zespole branży handlowej SowTorgSłużaszczije Moskwa. Na początku 1931 został piłkarzem SKiG Moskwa. W 1933 przeszedł do Dinama Moskwa. W 1944 zakończył karierę piłkarską.

### Kariera reprezentacyjna
Bronił barw reprezentacji Moskwy (1934-1940), w 1935 rozegrał trzy nieoficjalne mecze w reprezentacji ZSRR.

## Kariera trenerska
Po zakończeniu kariery zawodniczej od 1944 trenował kluby Dinamo Moskwa, Dinamo Tbilisi, Paxtakor Taszkent i Lokomotiw Moskwa. W 1959 oraz w latach 1966–1968 prowadził narodową reprezentację ZSRR, z którym w 1968 zdobył 4. miejsce na Mistrzostwach Europy we Włoszech. W 1952 i 1957–1958 pomagał trenować narodową reprezentację ZSRR, a w 1959 olimpijską. W latach 1955–1956 prowadził drugą reprezentację ZSRR. Od 1961 do maja 1962 pracował na stanowisku trenera w Federacji Piłki Nożnej ZSRR. Jako emeryt w latach 70. i 80. XX wieku kontynuował pracę w różnych komisjach trenerskich i inspektorskich Federacji Piłki Nożnej ZSRR. Od 1993 wchodził do składu Rady Dyrektorów FK Dinamo Moskwa. 3 lutego 1997 zmarł w wieku 87 lat

## Kariera hokeisty
Oprócz piłki nożnej Jakuszyn uprawiał bandy. W mistrzostwach ZSRR w bandy – 12 meczów, 19 bramek. W rozgrywkach Pucharu ZSRR – 40 meczów, 55 bramek. Mistrz ZSRR 1936, wicemistrz ZSRR 1950, 9-razowy zdobywca Pucharu ZSRR (1937, 1938, 1939, 1940, 1941, 1947, 1948, 1949, 1950) w składzie Dinama Moskwa. Król strzelców mistrzostw ZSRR 1936 (9 bramek) i 1950 (10 bramek).

## Sukcesy i odznaczenia

### Sukcesy klubowe
- mistrz ZSRR: 1936 (wiosna), 1937, 1940
- wicemistrz ZSRR: 1936 (jesień)
- zdobywca Pucharu ZSRR: 1937

### Sukcesy trenerskie
- 4. miejsce na Mistrzostwach Europy we Włoszech: 1968
- mistrz ZSRR: 1945, 1949, 1954, 1955, 1957, 1959
- wicemistrz ZSRR: 1946, 1947, 1948, 1951, 1956, 1958
- brązowy medalista Mistrzostw ZSRR: 1950, 1960, 1962
- zdobywca Pucharu ZSRR: 1953
- finalista Pucharu ZSRR: 1945, 1949, 1955

### Sukcesy indywidualne
- wybrany do listy 55 najlepszych piłkarzy ZSRR: Nr 1 (1938)

### Odznaczenia
- nagrodzony tytułem Mistrza Sportu ZSRR: 1940
- nagrodzony tytułem Zasłużonego Trenera Sportu ZSRR: 1957